# Świerzenko
Świerzenko (kaszub. Swierzenkò, niem. Klein Schwirsen) – wieś w Polsce położona na Wysoczyźnie Polanowskiej, w województwie pomorskim, w powiecie bytowskim, w gminie Miastko.
Miejscowość położona przy drodze wojewódzkiej nr 206. Siedziba Ochotniczej Straży Pożarnej.
Wieś stanowi sołectwo gminy Miastko.
W latach 1975–1998 miejscowość administracyjnie należała do województwa słupskiego.

## Zabytki
- Pałac z przełomu XIX wiek i XX wieku, modernistyczny, parterowy, posiada centralnie wysunięty, opilastrowany piętrowy ryzalit[7].